# Кавказский 5-й стрелковый полк
5-й стрелковый Кавказский Е. И. В. Великого князя Георгия Михайловича полк — пехотная часть Русской императорской армии. Входил в состав 2-й Кавказской стрелковой дивизии.
Полковой праздник: 8 ноября.
Старшинство: 01.06.1831.

## История
- 1 июня 1831 — Сформирован из ингилойцев и муганлинцев, уроженцев Джаро-Белоканской области, Грузинский пеший полк «Джар» (первая правильно организованная милицейская часть на Кавказе). Состоял из 16 князей, 10 урядников и 500 рядовых. Срок службы для нижних чинов был установлен 3 месяца.
- 1844 — Срок службы продлен до 6 месяцев. Те, кто оставался служить еще 6 месяцев, получал из казны оружие и одежду, а также освобождение от податей.
- 1846 — Полк доведен до состава 1000 человек.
- 2 мая 1849 — Полк переименован в Грузинскую пешую дружину, название «Джар» отменено.
- 30 сентября 1854 — В ознаменование отличной службы в делах с горцами дружине пожаловано знамя.
- 1868 — Приведена в кадровый состав из 240 человек и стала получать довольствие из казны.
- Апрель 1877 — Развернута в 1-ю и 2-ю Грузинские пешие дружины по 820 человек в каждой.
- 1877—1878 — В составе Кобулетского отряда обе дружины участвовали в русско-турецкой войне:
  - Июнь 1877 — Атака и взятие Хуцубанских высот и Цихидзирской позиции.
  - Август 1877 — В аванпостном деле у Муха-Эстате и в обороне этой позиции.
  - Январь 1878 — В повторной атаке на Цихидзирские высоты.
- 1878 — По окончании войны 1-я дружина приведена в кадровый состав, а 2-я упразднена.
- 26 ноября 1881 — Переименована в Грузинскую пешую Е. И. В. Великого князя Георгия Михайловича дружину.
- 12 июля 1887 — Была обращена в 1-ю Кавказскую туземную стрелковую Е. И. В. Великого князя Георгия Михайловича дружину.
- 31 декабря 1899 — Переименована в 5-й Кавказский стрелковый батальон.
- 26 января 1900 — Наименован 5-м Кавказским стрелковым Его Императорского Высочества Великого князя Георгия Михайловича батальоном.
- 28 февраля 1910 — Присоединена 3-я рота 251-го Георгиевского резервного батальона и чины расформированных резервных частей. Переформирован в полк двухбатальонного состава.
- Сентябрь 1914 — Полк в составе 2-й Кавказской стрелковой бригады (Азербайджанский отряд, Кавказская армия) находится на территории Северной Персии.
- 25 октября 1914 — Бригада включена в состав формируемого IV-го Кавказского армейского корпуса Кавказской армии.
- 11 декабря 1914 — Полк приведен в трёхбатальонный состав.
- 31 декабря 1915 — 2-я Кавказская Стрелковая бригада переформирована в дивизию.
- 7 декабря 1915 — Полк переформирован в четырёхбатальонный состав.
- Декабрь 1917 — Полк расформирован. Имущество и часть личного состава обращены на формирование 2-й дивизии Русского корпуса Кавказского фронта.

## Шеф полка
- 26.11.1881 — 04.03.1917 — великий князь Георгий Михайлович

## Командиры
- 15.11.1887 — 15.10.1890 — полковник князь Эристов, Константин Бидзинович
- 15.10.1890 — 29.12.1891 — полковник Попов, Михаил Тимофеевич
- 29.12.1891 — 12.05.1893 — полковник Фрезер, Иван Николаевич
- 02.07.1893 — 01.10.1899 — подполковник (с 25.03.1894 полковник) Шатилов, Владимир Павлович
- 29.11.1899 — 16.01.1901 — полковник Ржесниовецкий, Гавриил Викентьевич
- 22.03.1901 — 31.12.1901 — полковник Воропанов, Николай Николаевич
- 10.02.1902 — 01.06.1904 — полковник Коровин, Пётр Николаевич
- 03.08.1904 — 30.06.1907 — полковник Иванов, Николай Григорьевич
- 28.07.1907 — 04.04.1908 — полковник Чаплин, Виктор Викторович
- 04.04.1908 — 24.10.1910 — полковник Поспелов, Михаил Иванович
- 24.10.1910 — 08.08.1913 — полковник князь Вачнадзе, Александр Иванович
- 20.08.1913 — 02.04.1916 — полковник (с 18.02.1916 генерал-майор) Докучаев, Георгий Аркадьевич
- 07.04.1916 — 11.03.1917 — полковник Ананио, Михаил Фёдорович
- 12.04.1917 — 02.07.1917 — полковник Харитонов, Сергей Александрович
- 02.09.1917 — 17.10.1917 — полковник князь Павленов, Василий Иванович

## Знаки отличия
1. Знамя Георгиевское с надписью «За Кавказскую войну». Пожаловано 30 августа 1870 г.
2. Георгиевские серебряные сигнальные рожки с надписью «За отличие в Турецкую войну 1877 и 1878 годов» в 1-м батальоне полка. Пожалованы 13 октября 1878 г.
3. Поход за военное отличие в 1-м батальоне. Пожалован 23 Октября 1837 г.
4. Нагрудные знаки (у офицеров) и знаки на головные уборы (у нижних чинов) с надписью «За отличие при покорении Зап. Кавказа в 1864 г.» в 5-й роте.